# Claire Colomb
Claire Colomb (Chauny, França, 20 de març de 1978) és una professora, investigadora i acadèmica amb nacionalitat francesa i britànica.
Llicenciada en ciències socials per l'Institut d'Estudis Polítics de París (França) i doctora en planificació urbana i regional per l'Escola Universitària de Londres (UCL), Colomb exerceix de professora de Planificació i sociologia urbana a la UCL, i des de l'any 2005, a més, és associada de l'Observatori Català de la London School of Economics, dirigit per l'hispanista Paul Preston. Claire Colomb és una reconeguda experta en estudis urbans i en el sistema de planejament territorial a Europa. La seva trajectòria l'ha portat a interessar-se per la realitat catalana, de la qual és una bona coneixedora, i també per la inserció de Catalunya al sistema territorial europeu.
Les seves línies de recerca s'han dirigit cap a l'estudi de la governança urbana i regional i les polítiques de planejament i regeneració urbana a Europa, els moviments socials urbans, el paper de la Unió Europea en la planificació territorial i l'anàlisi comparativa dels sistemes i cultures de planificació territorial a Europa. Darrerament, Colomb treballa en el tema de la política territorial, la planificació espacial i la construcció nacional en territoris que podrien esdevenir nous estats d'Europa, com ara Catalunya, Escòcia i Flandes. Colomb coneix força be la realitat catalana, ja que va ser investigadora a l'Institut Universitari d'Estudis Europeus i al Departament de Geografia de la Universitat Autònoma de Barcelona (2010-2012 i 2016, respectivament) duent a terme projectes de recerca sobre Catalunya i Barcelona. Durant aquestes estades Colomb va aprendre català, llengua que parla amb fluïdesa. És sòcia de la Societat Catalana d'Ordenació del Territori, filial de l'Institut d’Estudis Catalans. I també membre titular del Royal Town Planning Institute (MRTPI), membre electa de l'Acadèmia de Ciències Socials del Regne Unit (FAcSS) i membre associada de l'Acadèmia d'Educació Superior del Regne Unit (AFHEA).
Colomb és autora d'un gran nombre de publicacions, entre les quals destaca el llibre Staging the New Berlin. Place Marketing and the Politics of Urban Reinvention (2011), i és coautora d'European Spatial Planning and Territorial Cooperation (amb Stefanie Dühr; Vincent Nadin, Routledge, 2010). Juntament amb Johannes Novy ha coordinat el llibre Protest and Resistance in the Tourist City (2016) amb interessants referències sobre Barcelona.
Més enllà del Regne Unit, Colomb ha participat regularment com a professora convidada i col·laboradora, com la Universitat de Lille, Sciences Po París (França), TU Darmstadt (Alemanya), la Universitat de Barcelona o la Universitat Autònoma de Barcelona (Catalunya), i la KU Leuven o la Universitat Lliure de Brussel·les (VUB) (Bèlgica).